# Hipótesis del fusil de clatratos

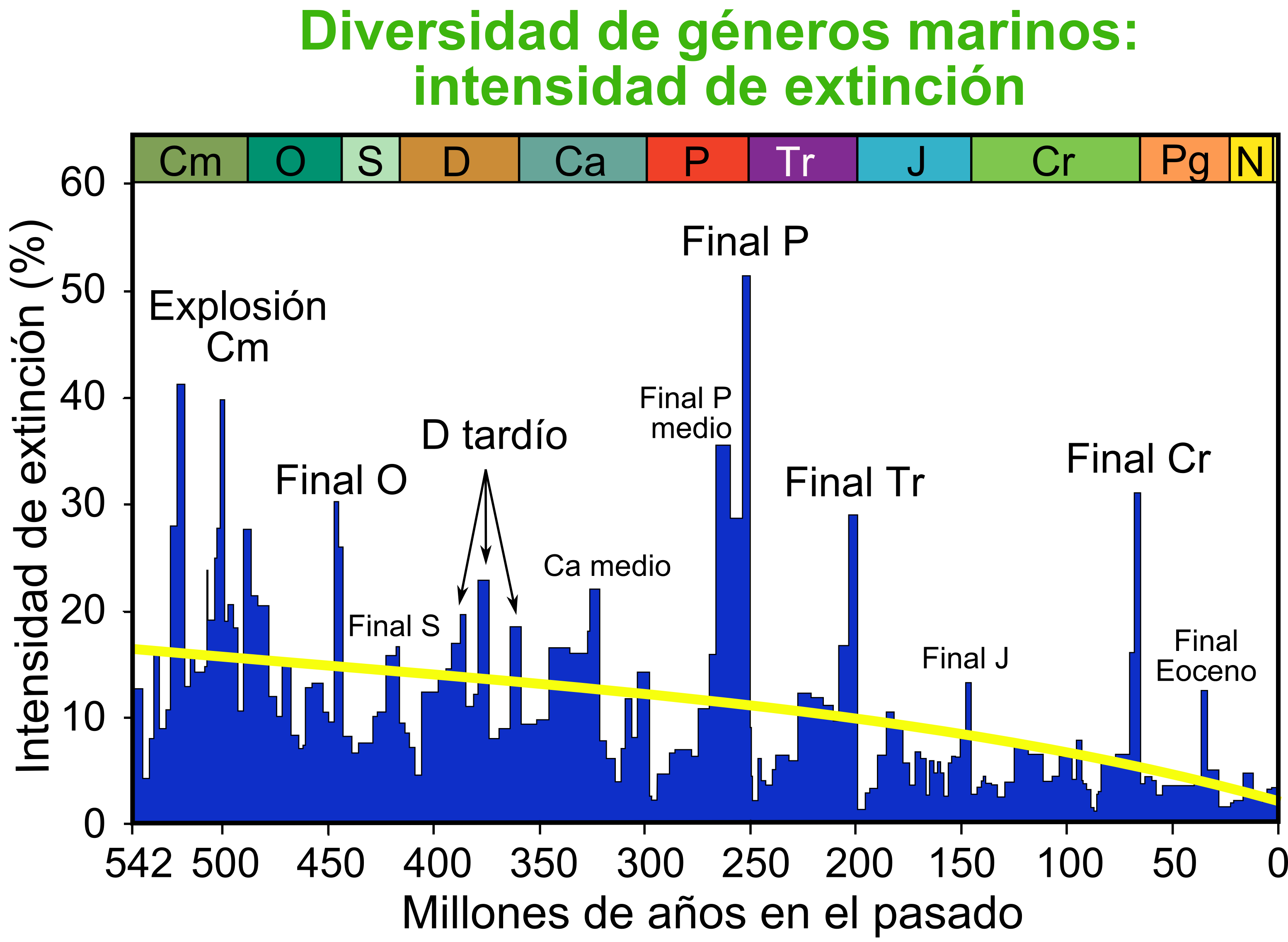
La extinción masiva del Pérmico-Triásico señalada como «Final P» en el gráfico.

La hipótesis del fusil de clatratos es una teoría científica que sostiene que el aumento de la temperatura del mar puede dar lugar a una liberación repentina de metano desde los depósitos de clatrato de metano situados en los fondos oceánicos. Esto provocaría una alteración del medio ambiente de los océanos y la atmósfera terrestre similar a la que pudo acontecer en la extinción masiva del Pérmico-Triásico, y en el máximo térmico del Paleoceno-Eoceno.

## Clatrato de metano

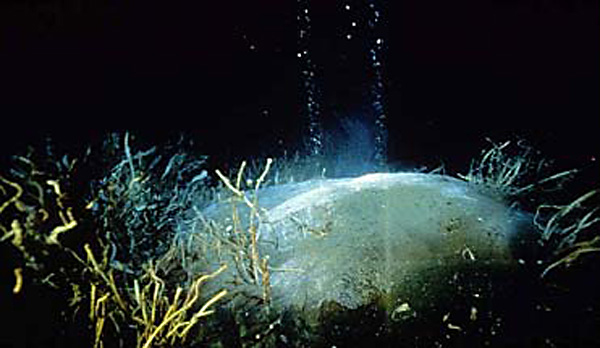
Masa de hidrato de metano con gas metano disociado

El clatrato de metano, también conocido como hidrato de metano, es un sólido formado a partir de agua que contiene una gran cantidad de metano dentro de su estructura cristalina. Estos se habrían formado por el arrastre de material vegetal particulado, como aporte a ríos y luego a los océanos. Se han encontrado depósitos extremadamente grandes de clatrato de metano bajo los sedimentos de los fondos oceánicos de la Tierra. La liberación repentina de grandes cantidades de gas natural desde estos depósitos, en un hipotético efecto invernadero descontrolado, podría ser una causa de los cambios climáticos pasados y futuros. La liberación de este metano atrapado es una de las consecuencias potenciales del calentamiento global: se investiga formulando la hipótesis que esto podría aumentar la temperatura global unos 5 °C adicionales ya que el metano, pese a que su vida en la atmósfera se encuentra alrededor de los 10 años, es cerca de 8 veces más fuerte como gas invernadero que el dióxido de carbono, al tener un potencial de calentamiento global (GWP) de 63 en un plazo de 20 años y de 23 en uno de 100 años. La teoría también pronostica que esto afectaría en gran medida al contenido de oxígeno disponible en la atmósfera terrestre.

## Divulgación de la teoría
En 2002, un documental de la BBC, The Day the Earth Nearly Died («El día que la Tierra estuvo a punto de morir»), resumió algunos descubrimientos recientes y especulaciones con respecto al acontecimiento de extinción Permiano-Triásica. Paul Wignall examinó diversos estratos del Pérmico en Groenlandia, donde las capas de roca desprovistas de vida marina tienen un grueso de decenas de metros; con esta escala expandida pudo juzgar la cronología de la deposición sedimentaria más detalladamente, constatando que la extinción entera duró unos 80.000 años y que mostraba tres fases distintivas en el contenido de fósiles de plantas y animales. La extinción parecía haber aniquilado selectivamente la vida marina y terrestre en tiempos diferentes. Dos periodos de extinciones de vida terrestre estaban separados por una extinción breve, aguda y casi total de la vida marina. Además el proceso parecía demasiado lento en su conjunto para poder ser explicado por la teoría del impacto de un asteroide. La relación de isótopos de carbono de la roca que mostraba un aumento gradual de carbono-12 (C12) fue la base para su investigación y la formulación de sus conclusiones.
Basándose en ello, el geólogo Gerry Dickens y el profesor de la Universidad de Santa Bárbara (Estados Unidos), James Kennet quien dio nombre a la hipótesis, han sugerido como base a pistas de trabajo e investigación que la causa del aumento de C12 podría encontrarse en la sublimación del hidrato de metano congelado del fondo marino, liberándose así metano rico en C12 rápidamente. Los experimentos y estudios para evaluar qué subida de temperatura de las profundidades marinas sería necesaria para producir este fenómeno han sugerido que con una subida de 5 °C sería suficiente.

## Emisiones de metano en el Ártico
En septiembre de 2008 científicos que viajaban a bordo de un barco ruso afirmaron tener pruebas de que millones de toneladas de metano están escapando a la atmósfera desde los fondos marinos del Ártico, al descubrir intensas concentraciones de metano en varias zonas que cubren miles de kilómetros cuadrados de la plataforma continental siberiana. Esta sería la primera vez que se observa un campo en el que la liberación de metano era tan intensa que el gas no tiene tiempo de disolverse en el agua del mar, sino que sale a la superficie en forma de burbujas.

La liberación de metano en esas regiones inaccesibles parece indicar que la capa de permafrost está comenzando a perforarse, lo que permite escapar al gas. Hemos encontrado niveles elevados de metano en la superficie del mar y aun más a ciertas profundidades.
Örjan Gustafsson, Jefe del equipo de científicos del barco 'Jacob Smirnitskyi'